# The Battle at Lake Changjin
The Battle at Lake Changjin (vereenvoudigd Chinees: 长津湖; traditioneel Chinees: 長津湖; pinyin: Chángjīnhú) is een Chinese oorlogsfilm uit 2021, geregisseerd door Chen Kaige, Tsui Hark en Dante Lam.

## Verhaal
De film gaat over de Slag om het Choisinreservoir tijdens de Koreaanse Oorlog.

## Rolverdeling
| Acteur      | Personage                                                                            |
| ----------- | ------------------------------------------------------------------------------------ |
| Wu Jing     | Wu Qianli, commandant van de 7e compagnie                                            |
| Jackson Yee | Wu Wanli, artilleriepeloton soldaat van de 7e compagnie, jongere broer van Wu Qianli |
| Duan Yihong | Tan Ziwei, commandant van het 3de Bataljon                                           |
| Zhu Yawen   | Mei Sheng, politiek instructeur van de 7e compagnie                                  |
| Li Chen     | Yu Congrong, leider van het vuurpeloton van de 7e compagnie                          |
| Hu Jun      | Lei Suisheng, leider van het artilleriepeloton van de 7e compagnie                   |

## Productie
Het verhaal van The Battle at Lake Changjin werd geschreven in opdracht van China Film Administration en de Publiciteitsafdelingen van de Centrale Militaire Commissie en de Communistische Partij in Peking, Hebei en Liaoning. Bona Film Group is het productiebedrijf van de film. In februari 2020 werd gemeld dat Andrew Lau de baan had gekregen om de film te regisseren, maar dat hij in plaats daarvan was ingehuurd om Chinese Doctors te regisseren. Chen Kaige, Tsui Hark en Dante Lam werden later ingehuurd om de film te regisseren. The Battle at Lake Changjin is een van de duurste films ooit gemaakt, met een productiebudget van meer dan $ 200 miljoen.
De opnames begonnen op 25 oktober 2020 in Peking en eindigden op 25 mei 2021. 70.000 PLA-soldaten fungeerden als figuranten.

## Release
De film werd aangekondigd als onderdeel van de 100ste verjaardag van de Communistische Partij van China. De film is geselecteerd als openingsfilm van het 11e Beijing International Film Festival (BJIFF) en ging in première op 21 september 2021. De film werd in China uitgebracht op 1 oktober 2021.